# 2 Tone (glazbeni žanr)
2 Tone (Two Tone) je glazbeni žanr koji je nastao u Ujedinjenom Kraljevstvu kasnih 1970-ih spajanjem elemenata ska, punk rocka, rocksteadyja, reggaea i novog vala. Dobio je ime 2 Tone jer je većina sastava vremenom potpisala za 2 Tone Records. Ostale etikete u svezi s ovom diskografskom kućom su bile Stiff Records i Go Feet Records. Unutar povijesti glazbenog pravca ska, 2 Tone se svrstava kao njegov drugi val, proizvod nostalgije iz ranih 1980-ih za retro glazbom. Prethodnik je trećevalne ska scene 1990-ih.
2 Tone su razvili mladi glazbenici (većinom u Coventryju, Zapadni Midlands) koji su odrastali 1960-ih slušajući jamajčansku glazbu). Kombinirali su ska iz 1960-ih s ondašnjim suvremenim punkom i pop-glazbom.
Među sastave koje se smatra dijelom ovog žanra su: The Specials The Selecter, The Beat, Madness, Bad Manners i The Bodysnatchers. 
Naziv je skovao klavijaturist sastava The Specials Jerry Dammers koji je uz pomoć Horacea Pantera također kreirao fikcijski logotip Walt Jabsco koji će predstavljati pokret 2 Tone. Temeljio se na fotografiji s naslovnice jednog prijašnjeg albuma Petera Tosha. Na njoj je dodan crno-bijeli šahovnični uzorak.

## Vanjske poveznice
- 2 Tone Collection
- 2 Tone info Povijest i diskografija
- 2 Tone Tribute BBC Coventry & Warwickshire